# Amphipholis linopneusti
Amphipholis linopneusti is een slangster uit de familie Amphiuridae.
De wetenschappelijke naam van de soort werd in 2001 gepubliceerd door Sabine Stöhr.